# Tibor Molek
Tibor Molek (30. října 1930 Banská Bystrica – 22. července 2023 Mnichov) byl slovenský rozhlasový redaktor a exilový pracovník.

## Životopis
Narodil se v Banské Bystrici roku 1930 jako jediný syn úředníka. Koncem 30. let se jeho rodina přestěhovala do Sence, odkud se roku 1938 po záboru území Maďarskem museli vystěhovat do Bratislavy, kde Tibor Molek studoval na gymnáziu.
Studoval na bratislavské univerzitě právo. Z Československa emigroval i se svou budoucí manželkou v lednu roku 1952, když předtím dostal povolávací rozkaz do PTP. Při útěku přeplavali řeku Moravu a na rakouské straně vyhledali pomocníky, kteří jim pomohli při útěku, a to i finančně. Dostali se pak až do Vídně, odkud následně pokračovali do utečeneckého tábora v Linci. Zde získali kontakty na Svobodnou Evropu a na přelomu dubna a května překročili hranice do Západního Německa. Zde v Mnichově Molek složil zkoušky pro práci v rozhlase a byl ihned přijat Pavlem Tigridem.

## Kariéra ve Svobodné Evropě
Pracoval jako hlasatel zejména pro kulturní programy a hudební programy. Užíval pseudonymu Tibor Dolina. To však nezabránilo vyšetřování jeho rodiny v Československu. Roku 1968 se mohl v Mnichově (poprvé a naposledy) setkat se svou matkou. Později byl vyslán do Lisabonu, aby tam pomáhal vybudovat slovenské oddělení, které by odtud vysílalo na jiných frekvencích. Působil zde až do roku 1991.